# Come Alive
«Come Alive»—en español: «Cobrar Vida»— es una canción de Paris Hilton para su segundo álbum de estudio. Fue lanzado como segundo sencillo por Cash Money, el 8 de julio de 2014. La canción fue escrita por Hilton, Corte Ellis y Chris Richardson.

## Antecedentes
Luego del lanzamiento de «Good Time» a finales de 2013, Paris Hilton destapo el gran deseo de regresar a la música luego de ocho años del lanzamiento de su álbum debut. A principios de 2014, Hilton dijo a la prensa que ella tiene un nuevo álbum que pronto sería lanzado al mercado. "Estoy muy emocionado por todo el mundo para escuchar su pronunciación. Hemos trabajado muy duro en ello . Yo escribí todas las canciones en el álbum. La música es muy divertido y la gente está realmente va a disfrutar de ella".
 Dicho álbum que se espera para otoño de 2014 del cual se desparedaran «Good Time» y «Come Alive» como sencillos del mismo.

## Composición
«Come Alive» es una canción dance-pop que incorpora elementos de eurodance en su producción. La canción fue escrita por Hilton, Corte Ellis y Chris Richardson. Rondell "MrBeatz" Cobbs, Michael "Mikey P" Puerari y Frederick C. Allen produjeron, de acuerdo con las partituras publicadas enpopdust.com la canción está escrita en el tiempo común con un ritmo moderado de 126 latidos por minuto. La canción está escrita en clave de Fa sostenida menor, con el rango vocal de Paris que va desde el tono bajo de F♯3 hasta la nota alta de C♯5. La canción trata del amor y cómo te hace sentir.

## Recepción
Tras su lanzamiento, la canción recibió críticas positivas de los críticos de música y fanes de Hilton. Joe Hatfield de (Pop Appraisal) dijo, Paris cobran vida "es despreocupado, diversión, y una firma de melodía". Hilton canta: "I just want to live in the moment!", "There could not be a better cliché to strive for this summer."
Del mismo modo, Robbie Daw de (Idolator) sostuvo, "Come Alive" "hace honor a su título, ya que ofrece una estética más madura que las ofertas anteriores de Hilton-. y, con toda seriedad, ella también está mostrando un crecimiento como vocalista en esta ocasión". Lucas Villa de (AXS) también elogió el enfoque serio de Hilton a la música, a sí misma pone en el carril de la estrella del pop una vez más con este pedazo de ensueño de la electrónica". Lee Mills de (Myspace) comentó sobre la canción diciendo: era como "eneric como la música puede llegar, y el video parece como algo salido de una mala alucinación sizzurp, pero es su dinero, así que bueno, más poder para ella".

## Video musical
El video musical de "Come Alive" fue grabado en Los Ángeles, y fue dirigido por Hannah Lux Davis. Fue lanzado el 15 de julio de 2014. Elizabeth Freda de E! Online comentó el video como "increíblemente increíble" en su revisión, y luego pasó a enumerar lo que ella llamaba "los doce mejores momentos" del video, algunas de las cosas que ella elogió en el video incluido elección de París de la ropa y el paisaje. Nolan Feeney de (TIME) comparó el vídeo musical con una secuencias de los anuncios de perfumes Britney Spears y también fue comparado con otros vídeos musicales tales son: "Only Girl (In The World)" de Rihanna, "Empire" de Shakira y "California Gurls"   de Katy Perry.

## Lista de canciones
- Descarga Digital[16]

1. «Come Alive» – 4:16

## Lanzamiento
| País    | Fecha              | Formato          | Discográfica       |
| ------- | ------------------ | ---------------- | ------------------ |
| Mundial | 8 de julio de 2014 | Descagar Digital | Cash Money Records |